# Tażin

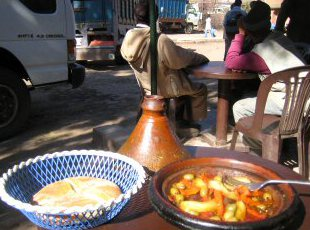
Tadżin serwowany w Marrakeszu

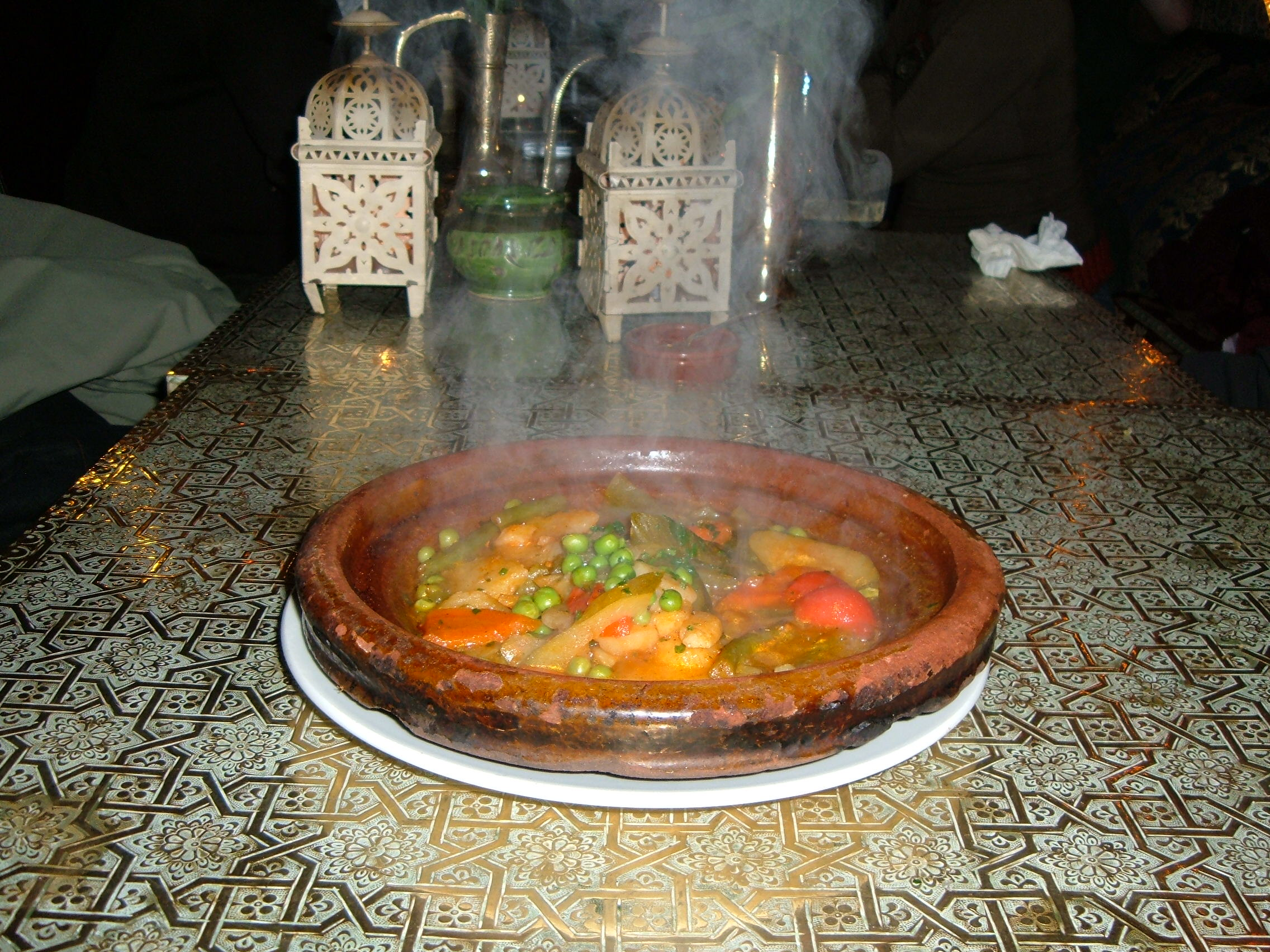
Potrawa tadżin w wersji wegetariańskiej

Tadżin, tażin (arab. ‏طاجين‎; wymowa w dialekcie marokańskim: tɑːˈʒiːn, w arabskim literackim: tˁaːdʒiːn; fr. tajine) – arabskie naczynie służące do przygotowania dań nad rozżarzonym węglem lub drewnem, rozpowszechnione w kuchniach Maghrebu, zwłaszcza w Maroku. Naczynie to wykonywane jest z gliny. Składa się z dwóch części – podstawy (głębszej misy) i stożkowatej pokrywy. W tajine potrawy gotowane są bardzo wolno, dzięki czemu zachowują swój smak. 

## Potrawatażin
Nazwa tażin odnosi się również do samej potrawy, którą przygotowuje się w tym naczyniu. Potrawy z tażina mogą zawierać mięso, ryby albo występować w wersji wegetariańskiej. Dodatkiem do tażinu jest często chleb khobz.